# 岩泉龍泉洞インターチェンジ
岩泉龍泉洞インターチェンジ（いわいずみりゅうせんどうインターチェンジ）は、岩手県下閉伊郡岩泉町小本にある三陸沿岸道路（田老岩泉道路 / 岩泉道路）のインターチェンジ (IC) である。

## 歴史
- 2010年（平成22年）11月28日 : 岩泉道路・岩泉龍泉洞IC - 鵜の巣断崖IC間開通に伴い、供用開始。
- 2018年（平成30年）3月21日 : 田老岩泉道路・田老北IC - 岩泉龍泉洞IC間開通[1][2]。

## 道路

### 本線
- E45 三陸沿岸道路（田老岩泉道路 / 岩泉道路・55番）

### 接続する道路
- 直接接続
  - 国道455号
- 間接接続
  - 国道45号（国道455号経由）
  - 岩手県道291号小本港線（国道455号経由）

## 料金所
無料区間のため、設置されていない。

## 周辺
- 三陸鉄道岩泉小本駅

## 形状
ランプウェイは片方向Y型を2つ作ったような形状。

## 隣
E45 三陸沿岸道路（田老岩泉道路 / 岩泉道路）
(54) 岩泉南IC - (55) 岩泉龍泉洞IC - (56) 鵜の巣断崖IC